# HMD Global
HMD Global Oy, Human Mobile Devices, HMD – fiński niezależny producent telefonów komórkowych. Firma składa się z działu telefonów komórkowych, który Nokia Corporation sprzedała Microsoftowi w 2014 r., a następnie odkupiła w 2016 r. HMD rozpoczęło sprzedaż smartfonów i telefonów komórkowych marki Nokia 1 grudnia 2016 r. Firma ma wyłączne prawa do marki Nokia w przypadku telefonów komórkowych na mocy umowy licencyjnej. Marka HMD była początkowo używana wyłącznie w celach korporacyjnych i nie pojawia się w reklamach, podczas gdy nazwa „Nokia Mobile” była używana w mediach społecznościowych. W styczniu 2024 r. HMD zmieniło nazwę na „Human Mobile Devices” i będzie używać swojej marki na przyszłych urządzeniach obok marki Nokia.
HMD współpracuje z Google i używa systemu operacyjnego Android w ramach programu Android One na swoich smartfonach, podczas gdy telefony komórkowe HMD korzystają z platformy Series 30+ lub ostatnio KaiOS wywodzącego się z systemu Firefox OS.
HMD ma siedzibę w Espoo w Finlandii i jest w dużej mierze zarządzana przez byłych dyrektorów Nokii. Pierwszym CEO był Arto Nummela, weteran Nokii od 17 lat, do lipca 2017 r., kiedy to prezes firmy Florian Seiche objął stanowisko CEO. Produkcja jest outsourcingowana do spółki zależnej Foxconn FIH Mobile. Nokia zainwestowała w HMD i pozostaje partnerem, ustalając obowiązkowe wymagania i dostarczając patenty i technologie w zamian za płatności licencyjne. HMD stosuje strategię marketingową reklamującą telefony Nokia jako „czyste, bezpieczne i aktualne” (odnosząc się do standardowego interfejsu Androida i zaangażowania w szybkie aktualizacje), a także zaufanie do marki i nostalgię.
Począwszy od 2023 r. HMD rozważało porzucenie marki Nokia na rzecz ogólnej marki HMD w celu zdywersyfikowania swojego portfolio. Plan ten doszedł do skutku wraz z wydaniem w 2024 r. modelu HMD Vibe – pierwszego smartfona HMD innej marki niż Nokia, a do 2025 r. HMD zaprzestało sprzedaży smartfonów, które nadal są pod marką Nokia, z wyjątkiem telefonów z podstawowymi funkcjami.